# Браян Рамірес (футболіст)
Браян Фабрисіо Рамірес Еуседа (ісп. Brayan Fabricio Ramírez Euceda, нар. 16 червня 1994, Тегусігальпа, Гондурас) — гондураський футболіст, захисник клубу «Хутікальпа».
Виступав за олімпійську збірну Гондурасу.

## Клубна кар'єра
У дорослому футболі дебютував 2015 року виступами за команду клубу «Хутікальпа», кольори якої захищає й донині.

## Виступи за збірну
2016 року захищав кольори олімпійської збірної Гондурасу. У складі цієї команди провів 2 матчі. У складі збірної — учасник футбольного турніру на Олімпійських іграх 2016 року у Ріо-де-Жанейро.